# Braz Paione
Braz Paione (Mococa, São Paulo, 10 de julho de 1898 - Varginha, Minas Gerais, 12 de janeiro de 1981) foi um engenheiro e político brasileiro, prefeito de Varginha nos anos de 1945 e 1946.
Estudou engenharia em Belo Horizonte, formando-se em 1922 engenheiro topógrafo e rural com privilégios de engenheiro civil. 
Foi então contratado pela Secretária da Agricultura e Obras Públicas de Minas Gerais para trabalhar em obras do Governo do Estado, sendo importante em seu currículo a construção da rodovia que liga Cataguases a Ubá, na Zona da Mata. 
Mudou-se para Cambuquira e depois para Varginha, cidades onde realizou inúmeras obras, principalmente na área da engenharia sanitária .
Em 1934, juntamente com seu irmão Armindo Paione, também engenheiro, construíram o prédio da Estação Ferroviária de Varginha, primeira edificação da cidade a utilizar o concreto armado em sua estrutura .
Presidiu o PSD local durante vários anos. Era casado com Dª Conceição Fiuza Paione e tiveram sete filhos.